# تالهایم (توتلینگن)
تالهایم (به آلمانی: Talheim) یک شهر در آلمان است که در تاتلینگن واقع شده‌است.